# Палеоліт Африки
Нині Африка вважається найбільш імовірною прабатьківщиною людства, звідки походило дві хвилі міграції сучасних людей 120 та 60 тис. років тому.
Саме в Африці зароджується найперша у світі матеріальна олдувайська культура (2 млн років тому), яка потім змінюється ашельською культурою. Існує версія, що перехід до ашельської культури (1,7 млн років тому) означав перехід до мисливського господарства, тоді як ранні «олдувайці» могли бути падальщиками-симбіотами махайродів.
Примітно, що творцями перших культур кам'яного віку (нижній палеоліт) були навіть люди сучасного вигляду, які предки (парантропи, австралопітеки, хабіліси, еректуси).
Поява людей сучасного виду ділить палеоліт на нижній та верхній. Одним із ранніх представників людей сучасного вигляду вважається Ідалту (Херто), вік якого налічує 160 тис. років. Якщо європейський середній палеоліт представлений мустьєрською культурою та неандертальцями, то в Африці цей період був іншим хоча б тому, що тут вже існували сапієнси або їх попередники (Homo helmei). У цей період (75 тис. років тому) люди почали прикрашати себе намистом з раковин, кам'яні наконечники копій та геометричні малюнки (Бломбос), у тому числі й на шкаралупі яєць страуса (Діпклоф). Технологію цибулі та стріл освоїли народи як Північної (Атерійська культура), так і Південної Африки (Сібуду).
Європейському верхньому палеоліту відповідає африканський пізній кам'яний вік, який розпочався 50 тис. років тому. Часто цей період асоціюють із домінацією прото-бушменських племен у Південній та Центральній Африці. У Північній Африці у цей час була поширена хормусська культура. Зазвичай Африка асоціюється з негроїдною расою. Однак скелет дорослого чоловіка Олдувай OH 1 (Танзанія) віком 17 тис. років був зовсім не типовий для негроїдної раси, маючи вузький ніс і щелепу, що виступають. Цей антропотип асоціюють зі східноафриканською расою, у якої європеоїдні риси поєднуються з темною пігментацією. Найстаріші останки представники негроїдної раси (високе зростання, доліхоцефалія, прогнатизм, широке обличчя і широкий ніс) налічують 6 тис. років і походять з регіону Західної Африки (Малі).